# مروی شابی
مروی شابی (عربی: مروى الشابي؛ زادهٔ ۳۰ دسامبر ۱۹۸۶) بازیکن فوتبال اهل تونس است.
وی همچنین در تیم ملی فوتبال Tunisia بازی کرده‌است.